# Rhyacophila wanichacheewai
Rhyacophila wanichacheewai är en nattsländeart som beskrevs av Malicky 1987. Rhyacophila wanichacheewai ingår i släktet Rhyacophila och familjen rovnattsländor. Inga underarter finns listade i Catalogue of Life.